# Ceratocephala falcata
Espèce
Ceratocephala falcata est une espèce de plantes de la famille des Renonculacées.

## Liste des sous-espèces
Selon Catalogue of Life (2 mai 2014) :
- sous-espèce Ceratocephala falcata subsp. falcata
- sous-espèce Ceratocephala falcata subsp. incurva (Steven) Chrtek & Chrtková

### Ceratocephala falcata
- (en) JSTOR Plants : Ceratocephala falcata  (consulté le 2 mai 2014)
- (en) Catalogue of Life : Ceratocephala falcata (L.) Cramer (consulté le 9 avril 2023)
- (en) Flora of China : Ceratocephala falcata  (consulté le 2 mai 2014)
- (en) Flora of Pakistan : Ceratocephala falcata  (consulté le 2 mai 2014)
- (en) GRIN : espèce Ceratocephala falcata  (L.) Pers. (consulté le 2 mai 2014)
- (fr) INPN : Ceratocephala falcata  (L.) Pers., 1805 (TAXREF)  (consulté le 1er septembre 2014)
- (fr + en) ITIS : Ranunculus testiculatus  Crantz (consulté le 2 mai 2014)
- (en) NCBI : Ceratocephala falcata (taxons inclus) (consulté le 2 mai 2014)
- (en) The Plant List : Ceratocephala falcata (L.) Pers.  (source : KewGarden WCSP) (consulté le 2 mai 2014)

### Ranunculus testiculatus
- (en) JSTOR Plants : Ranunculus testiculatus  (consulté le 2 mai 2014)
- (en) Catalogue of Life : Ceratocephala testiculata (Crantz) Roth (consulté le 2 mai 2014)
- (en) Flora of North America : Ranunculus testiculatus  (consulté le 2 mai 2014)
- (en) Flora of Pakistan : Ranunculus testiculatus  (consulté le 2 mai 2014)
- (en) GRIN : espèce Ranunculus testiculatus  Crantz  (Syn. Ceratocephala testiculata  (Crantz) Roth) (consulté le 2 mai 2014)
- (fr) INPN : Ceratocephala falcata  (L.) Pers., 1805 (Syn. Ranunculus testiculatus) (TAXREF)  (consulté le 1er septembre 2014)
- (fr + en) ITIS : Ranunculus testiculatus  Crantz (consulté le 2 mai 2014)
- (en) The Plant List : Ranunculus testiculatus Crantz (Syn. Ceratocephala testiculata  (Crantz) Besser) Non valide  (source : KewGarden WCSP) (consulté le 2 mai 2014)
- (en) The Plant List : Ceratocephala testiculata (Crantz) Besser  (source : KewGarden WCSP) (consulté le 2 mai 2014)
- (en) Tropicos : Ranunculus testiculatus Crantz (Syn. Ceratocephala testiculata  (Crantz) Roth)  (+ liste sous-taxons) (consulté le 2 mai 2014)